# Заселение Мадагаскара

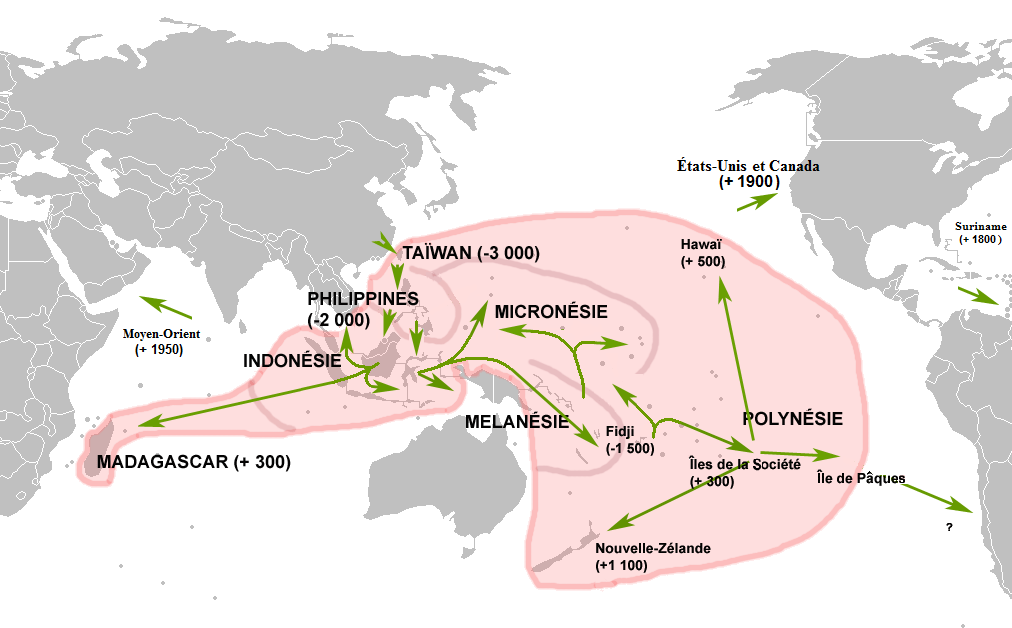

Заселе́ние Мадагаска́ра человеком произошло, вероятно, в несколько этапов и привело к сложению единой малагасийской этнической общности из населения индонезийского и африканского происхождения.
Конкретные этапы, обстоятельства и причины заселения представляют собой сложную и интересную научную проблему, требующую междисциплинарного подхода и продолжающую вызывать научные дискуссии.

## Лингвистические данные
Близость малагасийского языка не к африканским, а к языкам Индонезии была замечена давно. Арабский географ XII века Идриси указывал, что жители островов Забаг (Суматра) ведут торговлю со страной зинджей и понимают язык друг друга.
На сходство языка с малайским указывали многие авторы XVI—XVIII веков: португальцы Л. Фердандос де Васконселос, Л. Мариано, голландцы Ф. де Хутман (1603) и А. Рееланд (1708). Наряду с этим Л. Мариано (1613) указал на наличие на острове второго языка, африканского (видимо, суахили), вдоль северо-западного берега.
Испанский филолог XVIII века Эрвас-у-Пандуро, исходя из сопоставления числительных первого десятка, назвал мальгашский диалектом малайского.
Ряд исследователей XIX — первой половины XX века развили изучение сравнительной грамматики малагасийского с малайским, индонезийским и яванским языками. А. Марр (1884) указал, что в мальгашском отсутствуют многие имеющиеся в других языках Индонезии (малайском, яванском, батакском и др.) санскритские заимствования, и предположил, что переселение произошло до индийского влияния на народы Индонезии.
Г. Ферран выделял заимствования из санскрита, считая их наиболее древними; многочисленные слова арабского происхождения, включая календарные термины; обильные заимствования из суахили, касающиеся флоры, фауны, многих домашних животных, пищевых продуктов и предметов домашнего обихода.
Ж. Б. Разафинцалама (1928—1929) попытался обнаружить в мальгашском также лексические элементы меланезийского и полинезийского происхождения.
Существенно конкретизировали место малагасийского языка в австронезийской семье работы норвежского лингвиста О. Даля (1903—1995), который в 1951 году опубликовал монографию «Мальгашский и мааньян», в которой обосновал особую близость малагасийского к языку мааньян на юго-востоке Борнео, а в статье 1977 года включил эти языки в юго-восточную подгруппу восточной группы баритосских языков. Выводы Аделяра получили широкое научное признание, а И. Дайен подтвердил близость малагасийского и мааньян по данным лексикостатистики.
Ю. Сирк отмечает, что в грамматическом строе малагасийских диалектов присутствуют черты, в настоящее время свойственные языкам «филиппинского типа», и предполагает, что во время переселения предков малагасийцев эти черты ещё существовали на юго-востоке Борнео.
Основываясь на некоторых санскритских заимствованиях, Даль датировал миграцию австронезийцев не ранее V века нашей эры.
К. А. Аделар (1989) обосновал наличие в малагасийском заимствований из родственных ему малайского и яванского языков (вызвавших несколько дублетов), а также предположил, что некоторые арабские и почти все санскритские слова попали в малагасийский через малайский. На основании этих данных он датировал миграцию на Мадагаскар не ранее чем VII веком и связал её с расцветом Шривиджайи. Кроме того, Аделар вслед за В. Айхеле (1936) обратил внимание, что две малайские надписи 686 года с Суматры содержат несколько слов на неизвестном языке, похожем на мааньян.
Датировка Аделара (около 700 г.) была поддержана рядом авторов, включая Ю. Сирка и П. Беллвуда.

## Генетические данные
По оценке мадагаскарского ученого Ракото-Рацимаманга, антропологически 90 % мерина, 74 % масикуру, 50 % антаиморо и только 19 % бецилеу относятся к монголоидам, а большинство сакалава — к негроидам, хотя в настоящее время говорят на одном языке. Под негроидами он понимал преимущественно «негро-океанический» (или меланезийский) тип, но позже Шамла и Пигаш показали, что мадагаскарские негроиды имеют именно африканское, а не меланезийское происхождение.
При этом антропологическое разнообразие наблюдается практически в каждой деревне.
Генетические исследования позволили уточнить выводы антропологов. Группа генетиков во главе с С. Тофанелли (2009) выделила два этапа смешения: первоначальное взаимодействие населения малайского и бантуского происхождения и вторичный поток бантуговорящих (преимущественно мужчин, заселивших побережье). По данным этих исследователей, представители гаплогруппы Y-ДНК африканского происхождения E3a составляют 57 % населения побережья и 36 % населения возвышенностей, в то время как группы азиатского происхождения примерно вдвое чаще встречаются на высокогорье (25 % O1a и 14 % O2а), чем на побережье (12 % O1a и 8 % O2a); представлены также гаплогруппы E2b, B2, L*, J2, R1a1 и R1b1). При этом данные для женских линий (мт-ДНК) показывают отсутствие существенных различий для населения побережья и высокогорья, в обоих регионах «индонезийский» компонент составляет примерно 62-63 %, а «африканский» — 37−38 %.
Генетические данные не показали какой-то особой (большей, чем с другими индонезийцами) близости малагасийцев с жителями бассейна реки Барито на Борнео.
Упоминания путешественников и археологические данные свидетельствуют, что ещё в XVI веке на Мадагаскаре встречались племена охотников-собирателей (небольшое их число сохранилось и в XX веке), которые, как ранее иногда предполагалось, были остатком раннего населения. Группа генетиков, изучив племена микеа, везо и теморо, пришли к выводу, что они не отличаются существенно от других групп малагасийцев. По их подсчетам, генный поток бантуского происхождения составляет примерно 60 % генов, а примерно 30 % — поток генов из регионов Явы, Калимантана и Сулавеси
Генетический анализ мадагаскарских собак показал их африканское происхождение.
По данным генетиков отделение мадагаскарской популяции от популяций южного Борнео произошло от 3000 до 2000 лет назад, отделение мадагаскарской популяции от популяции южноафриканских банту произошло около 1500 лет назад. При этом индонезийская иммиграция включала как мужчин и женщин, а африканская иммиграция — преимущественно мужчин. Среди Y-хромосомных гаплогрупп малагасийцев африканские линии составляют 70,7 % (A2, E1b1a, E1b1b, E2b), восточноазиатские — 20,7 % (O1, O2). Y-хромосомные гаплогруппы R1a, J2, T1, G2 могут отражать влияние мусульман на Мадагаскаре и Коморских островах, гаплогруппа R1b, характерная для западноевропейцев, встречается у мадагаскарцев с частотой 0,9 %. Среди митохондриальных гаплогрупп африканские линии составляют 42,4 %, восточноазиатские — 50,1 % (20 % митохондриальных линий на Мадагаскаре относятся к гаплогруппе B4a1a1a).

## Археологические данные
Радиоуглеродный анализ костей нелетающих птиц эпиорнисов (Aepyornis) со следами разделки показал, что отметины, оставленные во время разделки птиц каменными орудиями, имеют возраст ок. 10,5 тыс. лет назад.
Уже начиная с III века до н. э. отмечаются экологические изменения, включая вымирание фауны, которое может быть связано с деятельностью человека. Однако конкретные датировки вымирания остаются неясными.
Изменения ландшафта, связанные с человеческой деятельностью, археологически датируются примерно начиная с I века на юго-западе Мадагаскара, с VII века на возвышенностях и самое позднее с XI века на северо-западе. Однако отсутствуют данные о сплошном заселении острова на протяжении I тыс. н .э., что допускает возможность его эпизодических посещений.
В 2011 году появилось сообщение о предполагаемых следах человеческой деятельности, относящихся к кон. III тыс. до н. э., но оно остается изолированным и сомнительным.
Находки костей животных, несущих следы воздействия орудий, датируются I в. н. э. в Амболисатре и IV веком в Ламбохаране (юго-западное побережье)
Самые ранние достоверные данные о человеческом поселении относятся к скальному убежищу Лакатони Анджа на крайнем севере острова и датируются между 4-6 вв. н. э.

## Этнографические, мифологические и фольклорные данные
К элементам материальной культуры, неизвестным в Африке, но встречающимся в островной Юго-Восточной Азии, относят стрелометательную трубку сарбакан, лодку с балансиром, форму намогильных столбов и некоторые способы рисоводства
Дешам (H. Deschamps, 1960) охарактеризовал как африканский вклад в малагасийскую цивилизацию такие черты, как скотоводство, культ змей и некоторые черты социополитической организации прибрежных районов, однако социальная организация имерина — целиком индонезийская.
Многие мотивы малагасийского фольклора относятся к универсально распространенным и не дают оснований о выводах о его происхождении. Ю. Родман сближает с популярными в Африке мотивами такие элементы, как распространенность культа предков, мотив появления людей из земли, вера ряда племен в своё происхождение от обезьян (лемуров). Малайско-полинезийские параллели имеет мотив рождения младшего сына-уродца и мотив нечестной мены.

## Реконструкции
По поводу датировки прибытия различных этнических групп на Мадагаскар высказывались и продолжают высказываться весьма разнообразные, противоречащие друг другу мнения.
На протяжении XIX-первой половины XX в. выдвигались малоосновательные теории, что Мадагаскар был известен Гомеру (Ф. дю Месниль); что на остров прибыли две волны еврейских переселенцев (Ж. Бриан) и т. д.
Д. Ольдерогге относил первые переселения к X—VI вв. до н. э., а последующие с Суматры — ко II в. до н. э.
В. Д. Аракин в работе 1963 года излагал теории, предполагавшие переселение полинезийцев на Мадагаскар в начале II тыс. до н. э., а затем индонезийцев, а также еврейских, арабских и персидских этнических групп, считая, что бантуязычные негры появились много позднее, в XV—XVII веках.
П. Буато (1958) считал, что к началу нашей эры основные элементы современного населения Мадагаскара уже прибыли на остров, а заселение его началось уже много тысячелетий назад; Буато отвергал теорию Даля о «малайском нашествии», оттеснившем негроидные элементы.
П. Верин излагает концепцию двух волн индонезийской миграции: первые вступили в контакт с африканцами, а вторые стали предками народа мерина. Он считает, что переход непосредственно через океан малоправдоподобен, и предполагает, что промежуточным этапом была Южная Индия или Цейлон
Ряд ученых привлекли к проблеме упоминание в «Чудесах Индии» Бузурга ибн Шахрияра нападения в 945 году флота «людей Вак-Вак» на Канбалу (остров Пембу); П. Верин полагает, что обитатели Вак-Вак были скорее чернокожими, но могли включать индонезийцев и стать основой для афро-индонезийского синтеза.